# Крымская АЭС
Кры́мская а́томная электроста́нция — недостроенная атомная электростанция, расположенная вблизи города Щёлкино в Крыму на берегу солёного озера (которое планировалось использовать в качестве пруда-охладителя). Проект станции однотипен действующей Балаковской АЭС, недоведённым до проектной мощности Хмельницкой АЭС, Ростовской АЭС и АЭС Темелин. Крымская АЭС, будучи в высокой степени готовности, после распада СССР была заброшена из-за аварии на Чернобыльской АЭС (готовность первого энергоблока — 80 %, второго — 18 %). 

## История строительства
Первые проектные изыскания были проведены в 1968 году. Строительство начато в 1975 году. Станция должна была обеспечить электроэнергией весь Крымский полуостров, а также создать задел для последующего развития промышленности региона — металлургической, машиностроительной, химической. Проектная мощность Крымской АЭС 2 ГВт (2 энергоблока по 1 ГВт) с возможностью последующего наращивания мощности до 4 ГВт, — типовой проект предусматривает размещение на площадке станции 4 энергоблоков с реакторами ВВЭР-1000/320.
В ноябре 1980 года строительство АЭС объявлено Республиканской ударной комсомольской стройкой, а 26 января 1984 года — Всесоюзной ударной стройкой. После строительства города-спутника Щёлкино, насыпи водохранилища и вспомогательных объектов с 1982 года началось возведение собственно АЭС. От керченской ветки железной дороги была проложена временная линия, и в разгар строительства по ней прибывали по два эшелона стройматериалов в сутки. В целом строительство шло без существенных отклонений от графика с запланированным пуском 1-го энергоблока в 1989 году.
В реакторное здание первого энергоблока уже был поставлен и установлен на проектное место уникальный полярный кран.
С помощью этого крана должны были выполняться дальнейшие подъёмно-транспортные и строительно-монтажные операции внутри реакторного отделения:
- в период строительства АЭС: операции по перемещению и складированию оборудования (частей реактора, корпусов парогенераторов, компенсатора давления, главных циркуляционных трубопроводов и насосов и др.), а затем их установке на проектные места.
- после пуска станции: выполнять транспортно-технологические и ремонтные работы по обслуживанию ядерного реактора.

Ядерное топливо было завезено, но не использовалось, радиационной опасности не представляет.
Неблагоприятная экономическая ситуация в СССР и катастрофическая авария на четвертом энергоблоке Чернобыльской АЭС 26 апреля 1986 года привели к тому, что к 1987 году строительство было приостановлено, а в 1989 году было принято окончательное решение отказаться от пуска станции.
К этому времени на строительство АЭС было затрачено 500 млн советских рублей в ценах 1984 года.
На складах оставались материалы ориентировочно ещё на 250 млн рублей. Станцию начали медленно растаскивать на чёрный и цветной металлолом.

## События, происходившие после остановки строительных работ

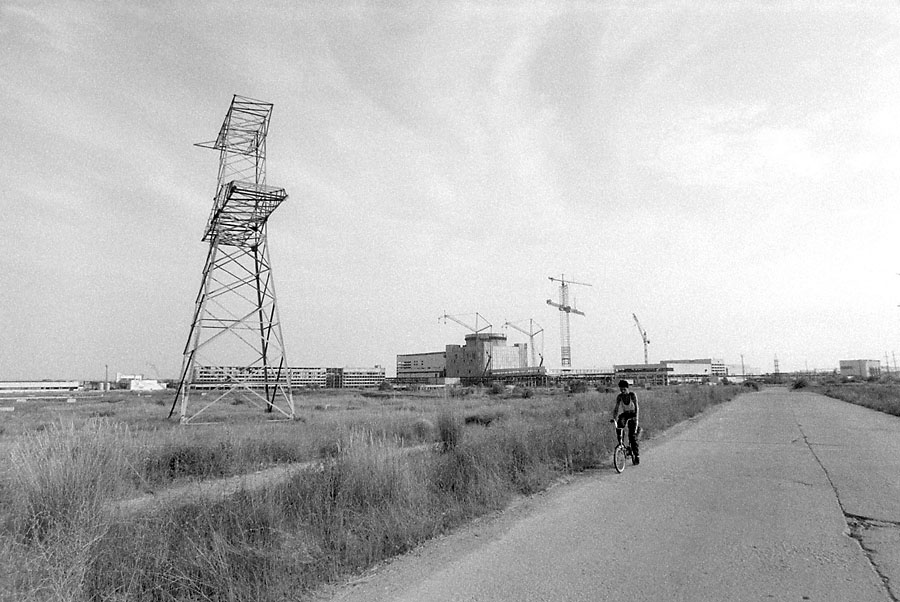
Замороженная строительная площадка Крымской АЭС в 1999 году

С 1995 по 1999 год в машинном зале (турбинное отделение) проводились дискотеки фестиваля «Республика КаZантип». Реклама гласила: «Атомная вечеринка в реакторе».
В 1998—2000 годах реализацией имущества станции занималась «Восточно-Крымская энергетическая компания», созданная как дочернее предприятие на базе АЭС. Всего за это время было продано материальных ценностей на сумму 2,204 миллиона гривен.
Датский кран «Kroll» K-10000, установленный для монтажа ядерного реактора, был продан Фондом имущества в сентябре 2003 года за 310 тысяч гривен при первоначальной цене в 440 тысяч гривен.
В 2004 году Кабинет министров Украины передал Крымскую АЭС из ведения Министерства топлива и энергетики Совету министров Крыма, которому было поручено продать оставшееся имущество — реакторное отделение, блочная насосная станция, корпус мастерских, охладитель на Акташском водохранилище, плотина Акташского водохранилища, подводящий канал с водоприёмным резервуаром, масло-дизельное хозяйство станции, дизель-генераторная станция, а вырученные средства направить на решение социальных и экономических проблем Ленинского района Крыма, и в частности г. Щёлкино. Реакторное отделение Крымской АЭС было реализовано представительством Фонда имущества Крыма в начале 2005 года за 207 тыс. долларов.

## Перспективы использования площадки АЭС и развития города-спутника
В 2006 году территория бывшей АЭС выбрана как одно из возможных мест создания пилотного проекта промышленного парка. В 2008 начаты подготовительные работы по реализации проекта промышленного парка «Щёлкинский индустриальный парк», городской совет Щёлкино передал в собственность «Щёлкинскому индустриальному парку» часть объектов, находящихся на данном земельном участке.
По оценке директора концерна «Росэнергоатом», строительство новой АЭС на полуострове бесперспективно, а энергию можно вырабатывать ветряными, солнечными и неядерными теплоэлектростанциями. Из текущего состояния площадки Крымской АЭС восстановить её невозможно. Также в ней использовался проект 1960-х годов, тогда как сейчас строительство АЭС ведётся по проектам 2000-х годов. Построить полностью новую АЭС может быть экономически выгодней, чем восстанавливать старую, но архитектурных проектов для атомных электростанций малой и средней мощности в настоящее время нет.

## Снос Крымской АЭС

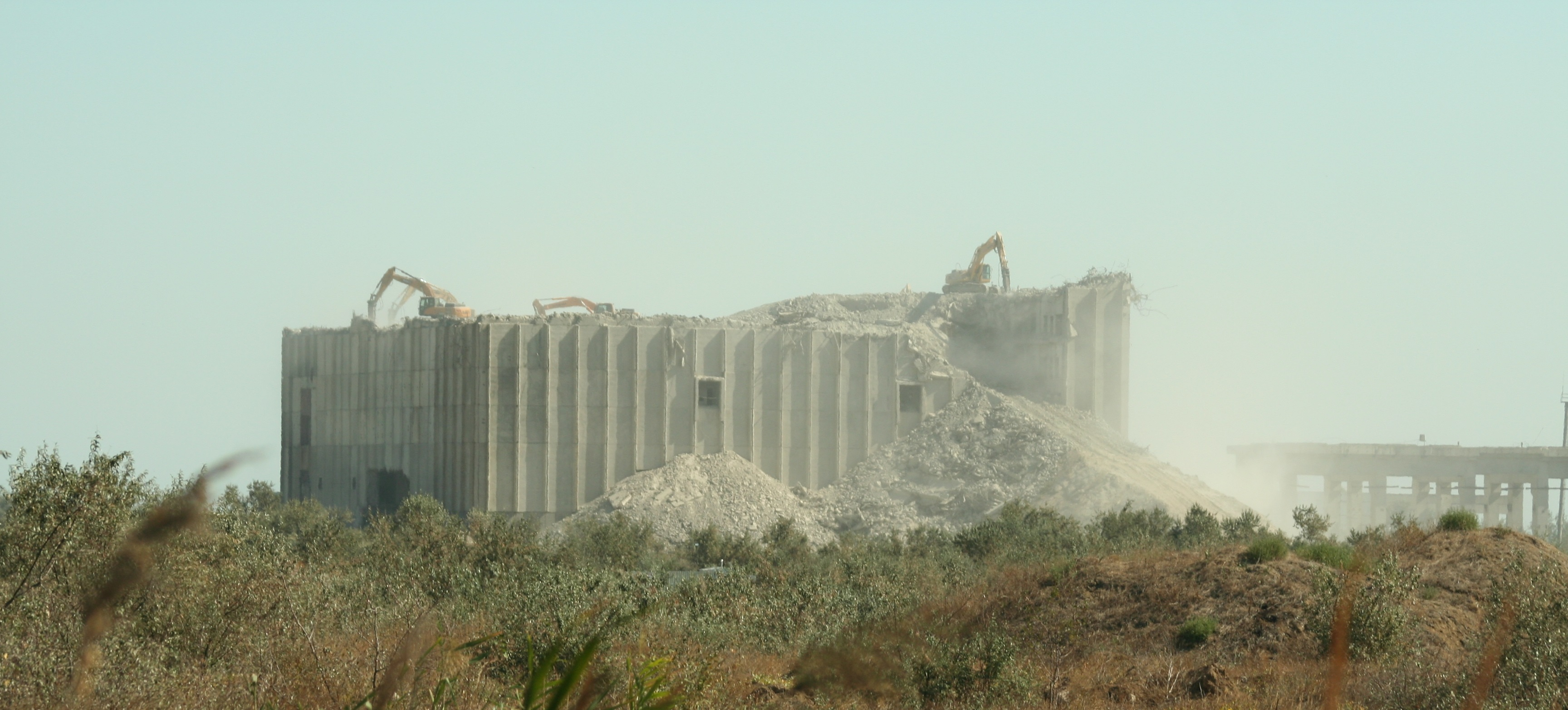
Демонтаж реакторного блока Крымской атомной электростанции в сентябре 2023 года

В 2021 году было принято решение о сносе недостроенных зданий на территории, где должна была находиться Крымская АЭС. Завершить работы по сносу Крымской АЭС планировалось в конце 2022 года, а территорию в дальнейшем — использовать в качестве инвестиционной площадки.
К сносу здания первого энергоблока приступили в конце 2021 года путём демонтажа железобетонных конструкций, начиная с верхних отметок; работы идут с перерывами. По состоянию на сентябрь 2023 года разобрано около половины от общей высоты здания.

## Информация об энергоблоках
| Энергоблок | Тип реакторов | Мощность | Мощность | Начало строительства        | Подключение к сети                   | Ввод в эксплуатацию                  | Закрытие                             |
| Энергоблок | Тип реакторов | Чистый   | Брутто   | Начало строительства        | Подключение к сети                   | Ввод в эксплуатацию                  | Закрытие                             |
| ---------- | ------------- | -------- | -------- | --------------------------- | ------------------------------------ | ------------------------------------ | ------------------------------------ |
| Крым-1     | ВВЭР-1000/320 | 950 МВт  | 1000 МВт | 01.12.1982                  | Строительство остановлено 01.01.1989 | Строительство остановлено 01.01.1989 | Строительство остановлено 01.01.1989 |
| Крым-2     | ВВЭР-1000/320 | 950 МВт  | 1000 МВт | 1983 год                    | Строительство остановлено 01.01.1989 | Строительство остановлено 01.01.1989 | Строительство остановлено 01.01.1989 |
| Крым-3     | ВВЭР-1000/320 | 950 МВт  | 1000 МВт | Строительство не начиналось | Строительство не начиналось          | Строительство не начиналось          | Строительство не начиналось          |
| Крым-4     | ВВЭР-1000/320 | 950 МВт  | 1000 МВт | Строительство не начиналось | Строительство не начиналось          | Строительство не начиналось          | Строительство не начиналось          |